# 안산광덕초등학교
안산광덕초등학교(安山光德初等學校)는 대한민국 경기도 안산시 상록구에 있는 공립 초등학교이다.

## 학교 연혁
- 1996년 3월 1일: 개교
- 2020년 9월 24일: 친환경 운동장 준공
- 2021년 1월 12일: 제 25회 졸업식(79명, 총 5309명)
- 2021년 3월 1일: 20학급 편성(특수 1학급, 병설유치원 1학급)
- 2024년 9월 1일: 제 11대 김정애 교장선생님 취임

## 학교 상징
- 교화: 개나리 (희망_푸른꿈)
- 교목: 소나무 (꿋꿋한 기상_큰뜻)

## 참고 문헌
- 안산광덕초등학교 - 한국교육학술정보원 학교알리미

## 같이 보기
- 안산광덕초등학교 축구단 (2017년 해단)